# Rolladen-Schneider LS8
Rolladen-Schneider LS8 é uma família de planadores de alta performance produzida com fibra de carbono, trem de pouso retrátil, assento único, tanques de lastro de água e que foi projetada pela empresa alemã Rolladen-Schneider. Está em produção desde 1995 e atualmente é fabricada pela DG Flugzeugbau. Os modelos da série LS8 são utilizados principalmente em competições de voo à vela.

## Desenvolvimento

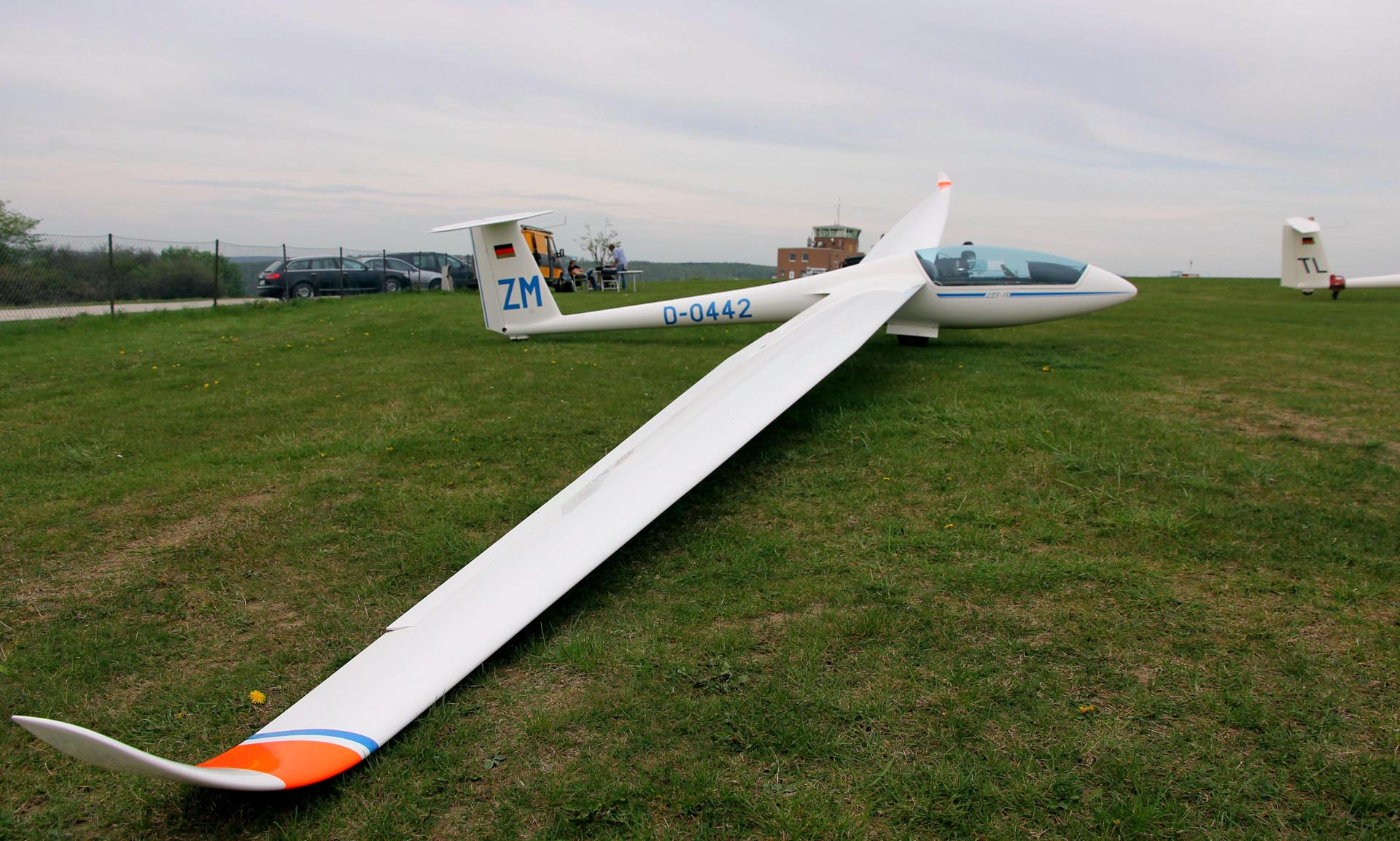
Um LS8-18

Na segunda metade da década de 1980 a Rolladen-Schneider perdeu sua posição de liderança na fabricação de planadores de competição para novas fábricas, principalmente para a Schempp-Hirth. O modelo LS7, apesar de seu projeto moderno não recapturou a liderança e como sua venda estava em baixa a Rolladen-Schneider voltou projetar um novo modelo.
O projetista Wolf Lemke estava cético da utilidade de se desenvolver uma nova aeronave. Não havia garantias que o grande esforço e investimento necessários gerariam qualquer resultado tangível como foi claramente mostrado com os modelos LS7, ASW 24 e DG-600. As ferramentas disponíveis na época eram simples e não eram capazes de prever a performance nas condições do dia-a-dia dos novos perfis laminares que saiam dos laboratórios de pesquisa.
Os modelos LS6 no entretanto, estavam atingindo surpreendentes resultados voando com os flaps travados em competições não oficiais dos Estados Unidos. Seguindo essa linha, Rolladen-Schneider modificou o modelo LS6-c removendo o acionador do flap, realocando a asa com um ângulo de incidência um pouco maior e adicionando winglets. O protótipo experimental teve melhor desempenho que modelos mais modernos em voos de teste e em competições, incluindo o campeonato alemão em Neustadt-Glewe.
O LS8, que finalmente surgiu em 1994, teve algumas melhorias desde o protótipo, a mais dignificativa sendo o redesenho dos ailerons e uma asa mais leve e aerodinâmica, possível pela remoção dos sistemas de flap.
o LS8 ficou em segundo, quarto e quinto lugar no Campeonato Mundial de Voo a Vêla de 1995 em Omarama, na Nova Zelândia. Ficou em primeiro, segundo e terceiro lugar no campeonato de 1997 em St. Auban, na França. No campeonato de 1999 em Bayreuth, na Alemanha havia seis modelos LS8 nos primeiros dez lugares. O LS8 estava entre os três primeiros lugares do campeonato feminino de 2001 na Lituânia e mais recentemente nove dos dez primeiros lugares no campeonato feminino em Klix, na Alemanha. No campeonato de 2006 na Eskilstulna na Suécia o LS8 estava em primeiro e terceiro lugar. Com outros prêmios também no Campeonato Europeu de Voo a vela, muitos consideram o modelo LS8 como o melhor planador de competição na classe "Padrão".
Comercialmente o LS8 foi muito bem sucedido, devido ao seu potencial para competições e com as características de voo suave e fácil que o tornam adequado para voos de lazer e para aeroclubes. Principalmente para atender a este último mercado, foram desenvolvidas versões com asas mais longas e uma versão "turbo" com motor. Um total de 491 exemplares de todos os subtipos foram fabricados até dezembro de 2005.
Apesar do sucesso comercial do LS8 a empresa produtora não conseguiu prosperar e depois de uma batalha judicial ligeiramente acrimoniosa, o LS8 e outras aeronaves da Rolladen-Schneider passaram para a DG Flugzeugbau onde o LS8, com algumas alterações do manche, a versão Turbo e outros, ainda estão em produção com diferentes designações dos modelos originais.

### Versão Turbo
O desenvolvimento do moto-planador versão "Turbo" passou por várias iterações, o protótipo original foi fabricado pela Rolladen Scheider para Peter Wright, que projetou um design único, onde o motor permanece no mesmo local e aciona a hélice através de uma correia. Peter tinha muitos anos de experiência trabalhando em compósitos, e na indústria de Fórmula 1.
A hélice que se estende rapidamente através de um mecanismo pneumático é acionada por correia que passa por dentro das torres que são aerodinâmicas e feitas de fibra de carbono para minimizar o arrasto. O motor pode ser iniciado através de um motor de arranque antes de estender as hélices, em seguida um pequeno alternador recarrega a bateria e o reservatório pneumático. A entrada e saída de ar do motor são realizadas através de pequenas portas pneumáticas na parte inferior da fuselagem, novamente para permitir que o motor funcione com as hélices ainda recolhidas e as portas principais da fuselagem ainda fechadas.
Este arranjo, embora muito admirado, foi determinado pelo fabricante como demasiado complexo e caro e um outro design "Turbo" mais convencional acabou sendo selecionado para a produção na Rolladen Schneider. O projeto da LS foi modificado pela DG após a sua aquisição da Rolladen-Schneider, utilizando um sistema de controle de motor próprio.
O protótipo original do LS8-t (Turbo) foi, após dificuldades com a nova regulamentação da EASA tentando exportar o avião para a França, convertidos de volta para um mais similar com o LS8-b padrão, onde ele permanece no registo BGA britânico redesignado como o LS8-PW, assim chamado em homenagem a Peter Wright, com o número de competição F1. Ele ainda é único modelo LS8 atualmente na lista CAA EASA anexo II, devido a seu status como um protótipo e principalmente ao uso de fibra de carbono unidirecional nas camadas da asa, uma tentativa da Rolladen Schneider para melhorar o acabamento da superfície.

## Projeto
O LS8 é um projeto flexível e relativamente conservador com alto potencial de desenvolvimento. Embora projetado principalmente para as especificações de classe padrão, ele serve facilmente para modificações.

## Variantes

### Rolladen-Schneider
- LS8: Versão original com sacos de lastro similares ao LS6-c, tanque de barbatana removível e extensão limitada a 15 metros (6 construídos);
- LS8-a: Versão com longarinas mais fortes e tanques de água integrais que permitam a conversão em um LS8-18 (438 construído, junto com LS8-18);
- LS8-18: Como o LS8-a com ailerons de massa equilibrada e um tanque de cauda integral. Pode ser operado em modo de 15m e 18m (438 construído, em conjunto com um LS8-a);
- LS8-b: Como o LS8-18. Estruturalmente preparado (asas e fuselagem) para reforma de um motor auto-sustentador (36 construído, junto com LS8-t);
- LS8-t: Motoplanadores ('turbo') (36 construído, junto com LS8-b).

### DG Flugzeugbau
Após a transferência de propriedade, as denominações subtipo e especificações alteraram ligeiramente.
- 'LS8-a' : Como o modelo anterior, a Longarina não é reforçada com extensores de envergadura;
- 'LS8-s' : corresponde ao modelo LS8-18 anterior, com trem de pouso principal maior, a asa reforçada para um aumento do peso máximo de 575 kg no modelo de 18m e outras pequenas alterações. (11 construídos, junto com LS8-st);
- 'LS8-st' : versão motorizada, difere da anterior LS8-t da mesma forma como o LS8-s; Além disso, um eixo de acionamento elétrico e uma unidade de controle do motor DEI-NT substituindo o sistema de extração de motor hidráulico da Rolladen-Schneider. (11 construídos, em conjunto com LS8-s).

| Características Específicas:  |            |            |          |          |           |            |            |
|                               | LS8        | LS8-a      | LS8-18   | LS8-b    | LS8-t     | LS8-s      | LS8-st     |
| Envergadura (m)               | 15         | 15         | 15 ou 18 | 15 ou 18 | 15 ou 18  | 15 ou 18   | 15 ou 18   |
| Lastro de água (l)            | 3.8 ou 5.5 | 3.8 ou 5.5 | 12       | 7.5      | 7.5       | 7.5        | 7.5        |
| Peso vazio (kg)               | 240        | 245        | 250      | 285      | 285       | 285        | 285        |
| Peso máximo de decolagem (kg) | 525        | 525        | 525      | 525      | 525       | 525 ou 575 | 525 ou 575 |
| Carga alar máxima (kg/m²)     | 50         | 50         | 50 ou 46 | 50 ou 46 | 50 ou 46  | 50 ou 50.4 | 50 ou 50.4 |
| Motorização                   | -          | -          | -        | -        | Solo 2325 | -          | Solo 2325  |
| Potência (hp)                 | -          | -          | -        | -        | ca. 23    | -          | ca. 23     |
| Volume do tanque (l)          | -          | -          | -        | -        | 17.3      | -          | 17.3       |